# Зайчики (заказник)
За́йчики — лісовий заказник місцевого значення в Україні. Розташований у межах Волочиської міської громади Хмельницького району Хмельницької області, на південь від села Зайчики, в лісовому урочищі «Зайчики» (кв. 2, 3).
Площа 110 га. Статус надано згідно з рішенням сесії обласної ради народних депутатів від 25.12.1992 року. Перебуває у віданні ДП «ХОСЛАП Хмельницьк-облагроліс».
Статус надано з метою збереження частини лісового масиву на лівому березі Збруча. Зростають дуб, граб, сосна, береза, ясен. Середній вік дубових насаджень — 88 років (займають площу 17 га), середній вік грабових насаджень — 73 роки (займають площу 54 га). У трав'яному покриві: підсніжник, бруслина карликова, лікарські рослини тощо.